# Susan Glaspell
Susan Glaspell, född 1876, död 1948, var en amerikansk författare. 
En krater på Venus har fått sitt namn efter henne. 